# Pseudautomeris
Pseudautomeris é um gênero de mariposa pertencente à família Bombycidae.